# Линдауэр, Готфрид
Готфрид Линдауэр (нем. Gottfried Lindauer; 1839, Пильзен, Королевство Богемия, Австрийская империя — 13 июня 1926, Вудвилл, Новая Зеландия) — чешский и новозеландский художник, известный своими изображения маори.

## Биография
Богумил Линдауэр (позже он «переведёт» своё имя на немецкий, чтоб сделать его более литературным) родился в 1839 году в Пильзене в австрийской Богемии в семье садовника-чеха. С детства помогал отцу, а на досуге зарисовывал цветы и деревья, чем смог привлечь внимание к своему художественному таланту.
С 1855 года Линдауэр учился в Академии изящных искусств в Вене, по окончании которой вернулся в Пильзен, где стал быстро стал достаточно успешным художником, расписавшим несколько местных церквей и создавшим портреты нескольких видных жителей города. Однако, проведя в Плезене всего 18 месяцев, Линдауэр на три года уехал в Моравию, а затем, чтобы избежать призыва в австрийскую армию, эмигрировал в Германию (1873), а оттуда — в Новую Зеландию (1874).
Там он, в основном, прославился созданием портретов вождей маори, и картин, изображающих их повседневную жизнь. При среднем уровне художественных достоинств, картины Линдауэра отличались высокой точностью в передачи внешности изображённых, а также их татуировок и одежд. в 1886 году целая серия его картин экспонировалась в Лондоне на «Индийской и Колониальной выставке», причём одна из картин понравилась тогдашнему принцу Уэльскому и была подарена ему.
В 1886—87 годах Линдауэр, ободрённый успехом своих картин в Лондоне, посетил родной Пильзен, однако затем вернулся в Новую Зеландию, в Веллингтон, где прожил до конца жизни. Там он женился на женщине по имени Ребекка Пэтти, в этом браке родилось двое сыновей. Хотя в начале XX века творчество Линдауэра постепенно выходило из моды, среди поклонников «высокого искусства», он по-прежнему неплохо зарабатывал, копирую собственные старые полотна: так, портрет маорийской женщины Анны Рупене был копирован им более 30 раз.
Линдаэур скончался в Новой Зеландии в 1926 году в глубокой старости. В конце XX века, на волне интереса к культуре и истории маори, работы Линдаэура, созданные с уважением и вниманием к изображённых, снова стали цениться очень высоко, а в 2023 году одна из его картин была продана на аукционе более чем за один миллион новозеландских долларов.
В городе Вудвилл, где Линдауэр прожил последние годы, сегодня установлен бюст художника. Его имя носит новозеландский бренд игристых вин «Lindauer». Он также является одним из героев романа новозеландской писательницы Паулы Моррис под названием «Рангатира» («Rangatira»).

## Портретымаори(преимущественно вождей) работы Линдауэра

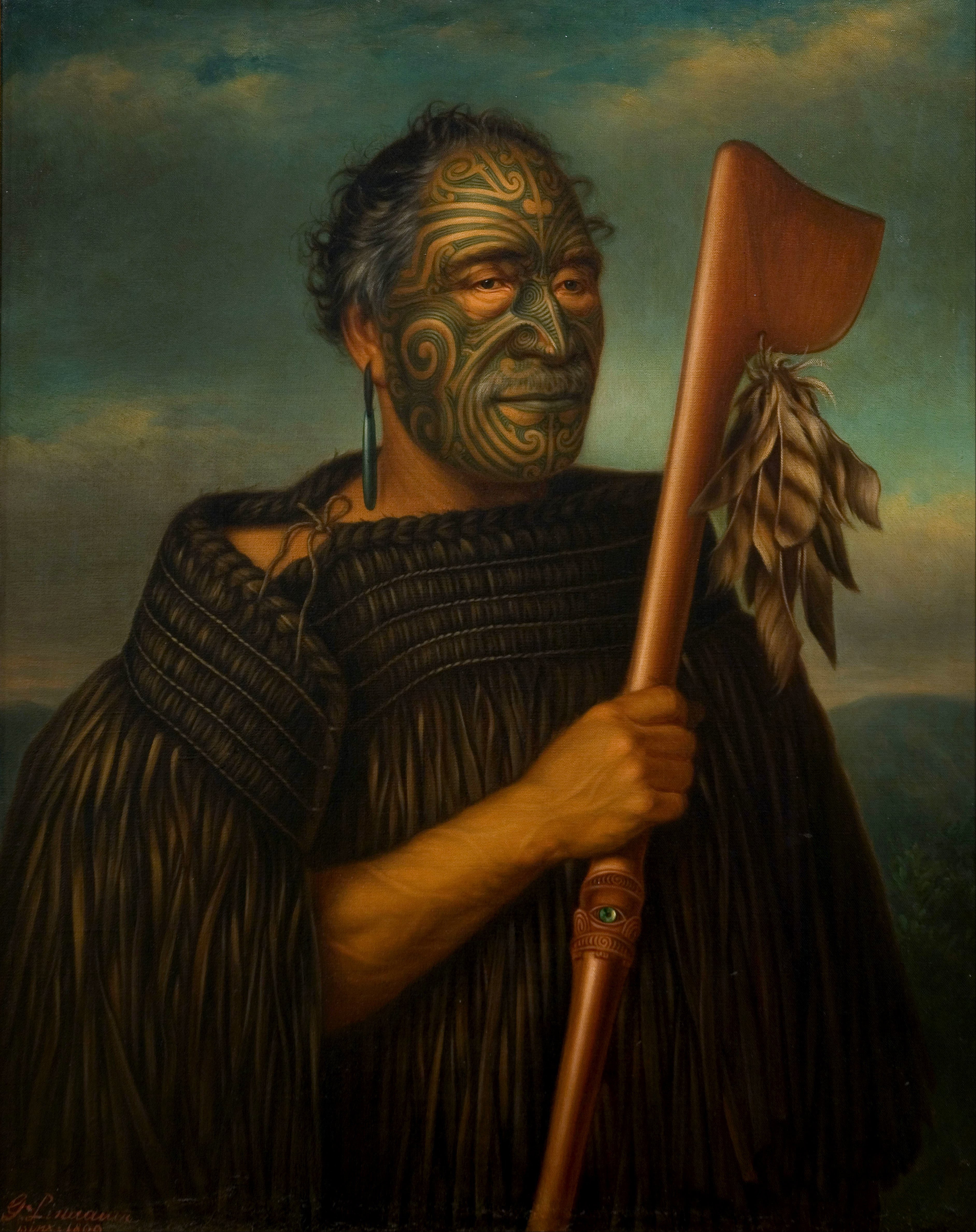
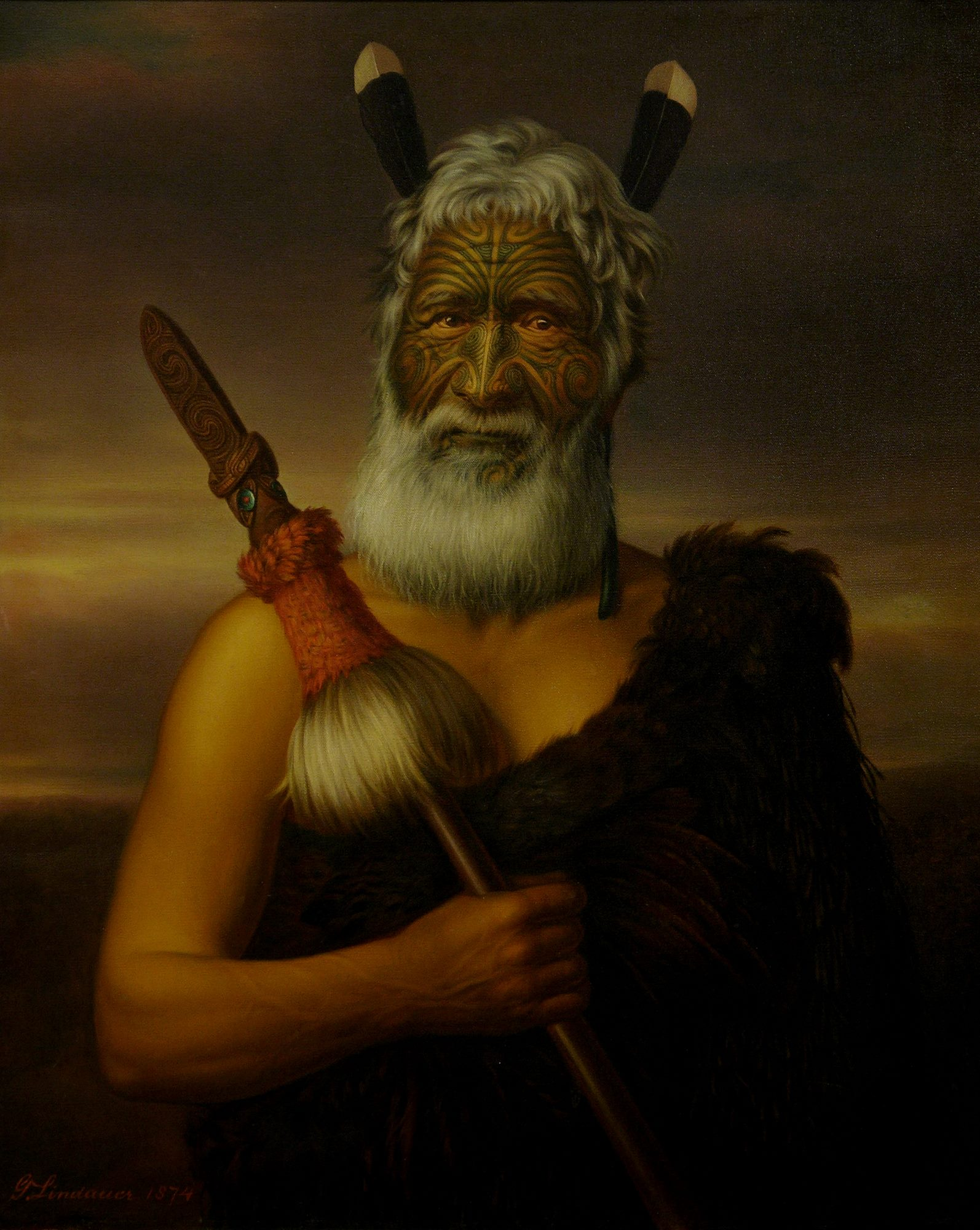
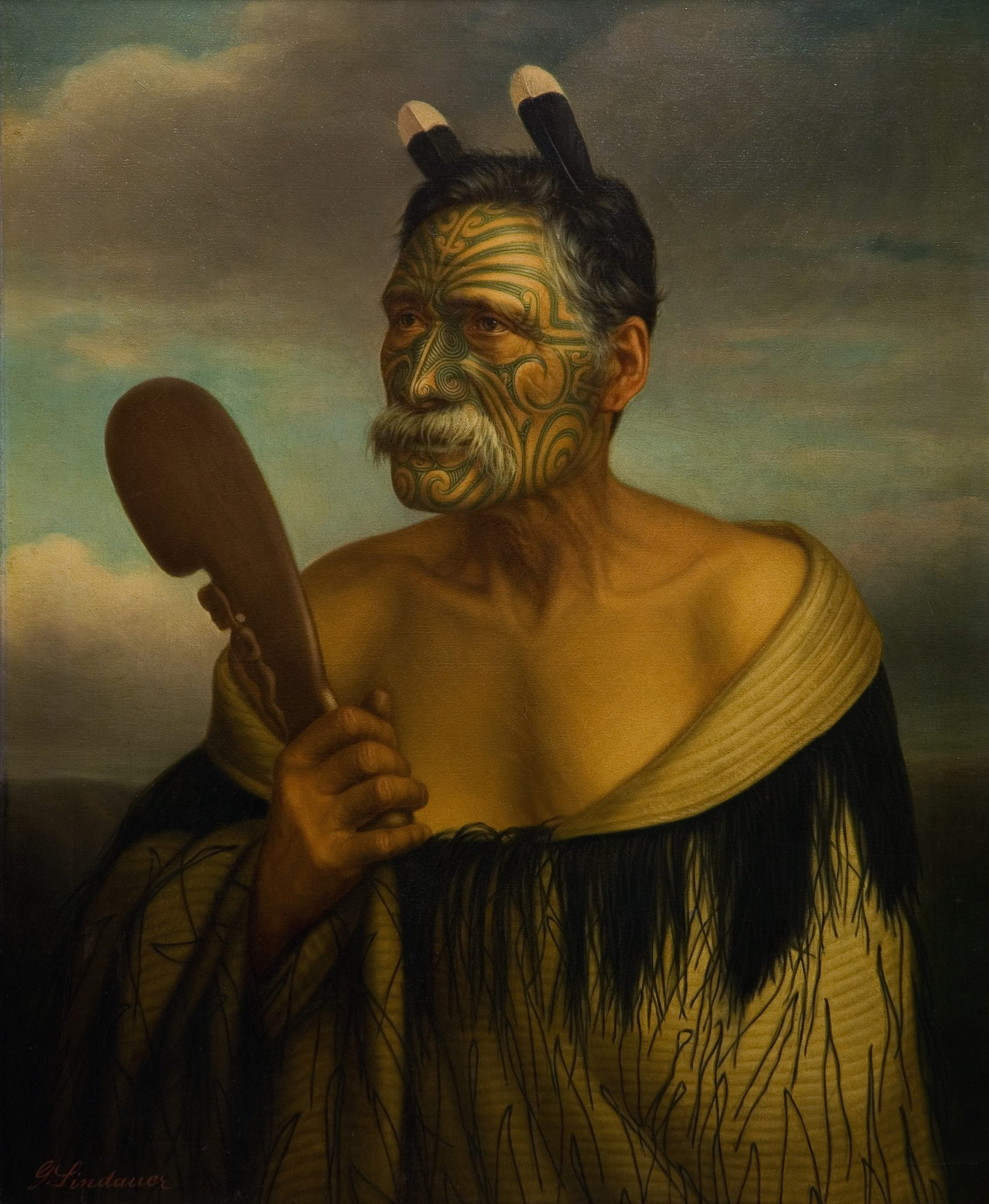
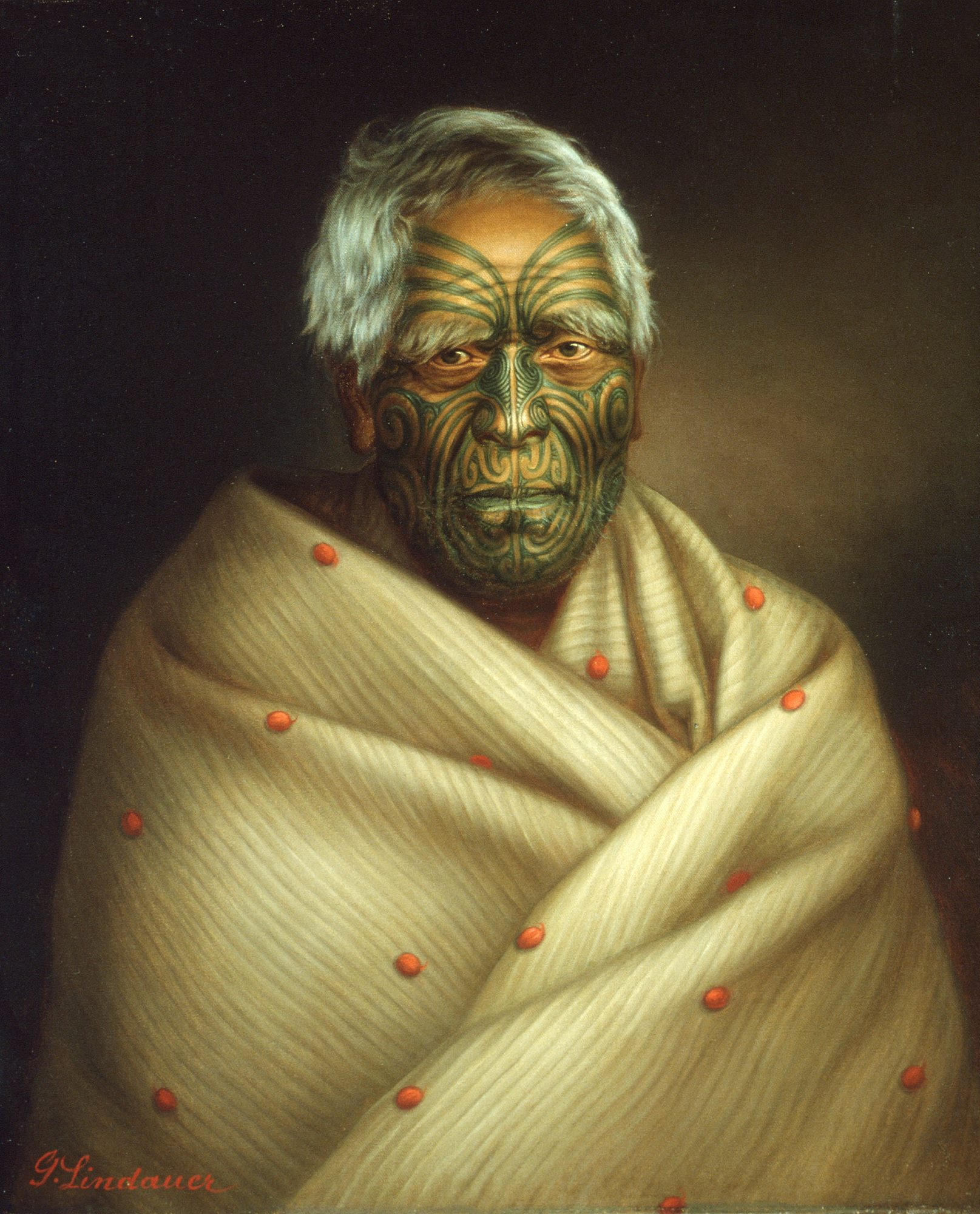
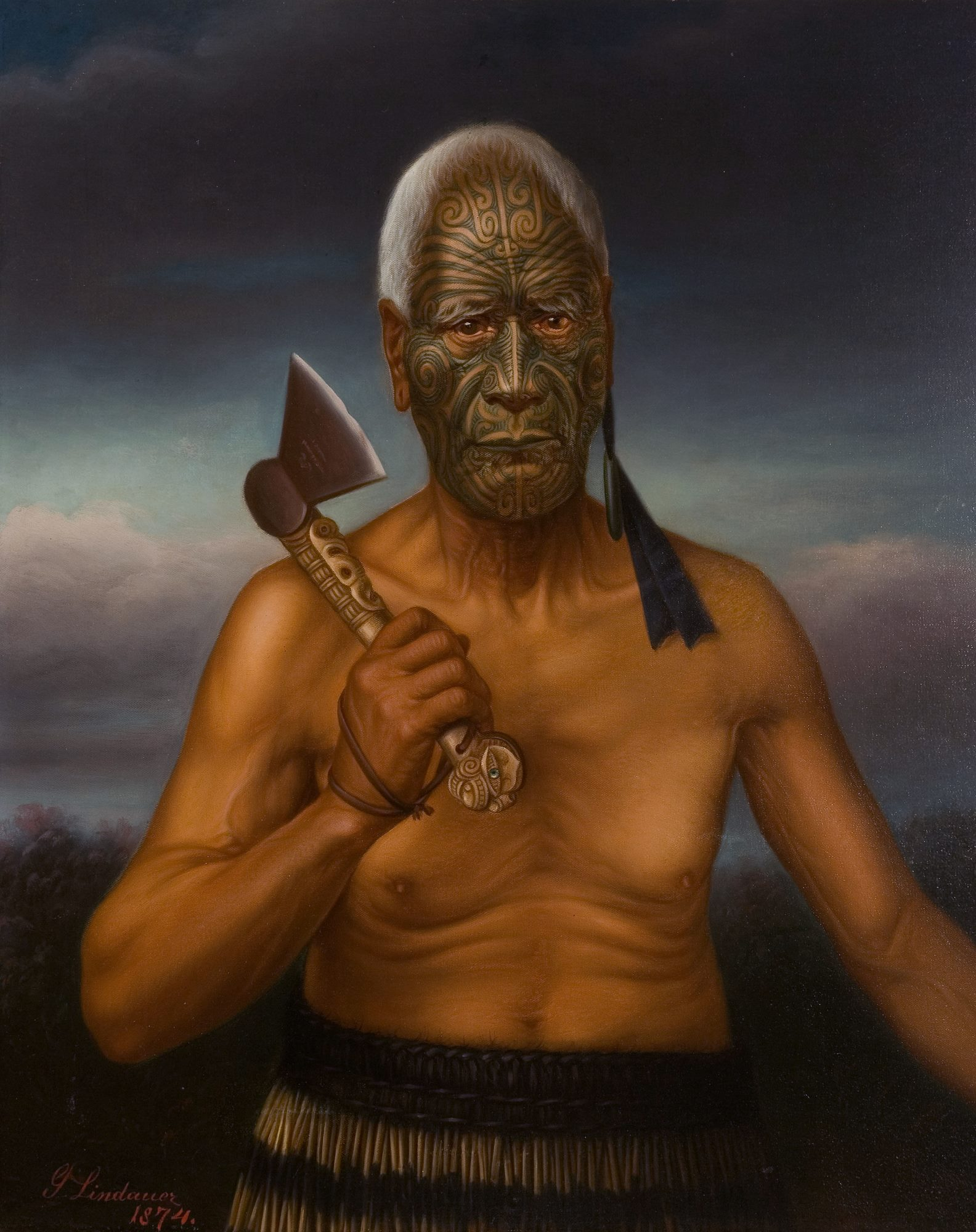
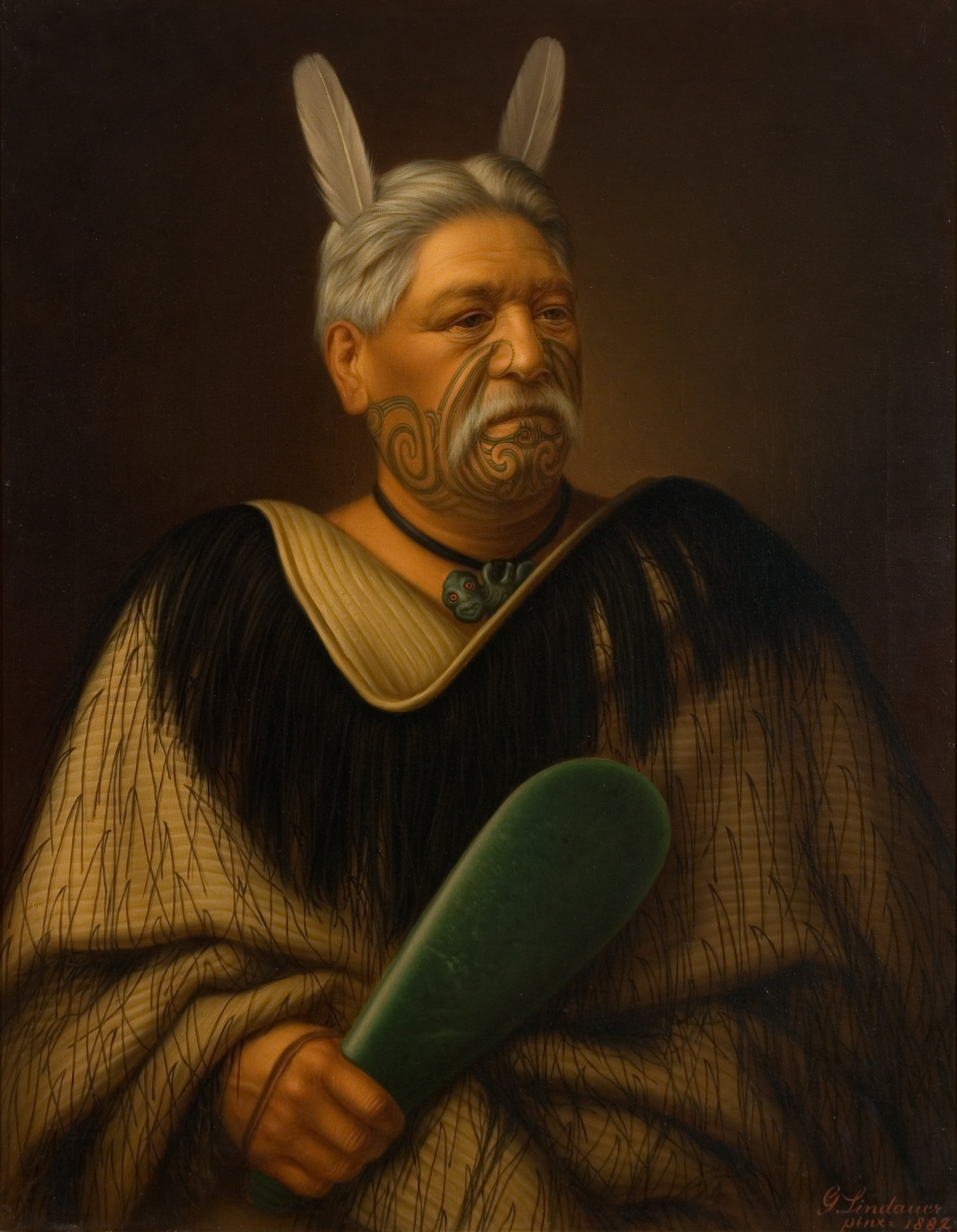
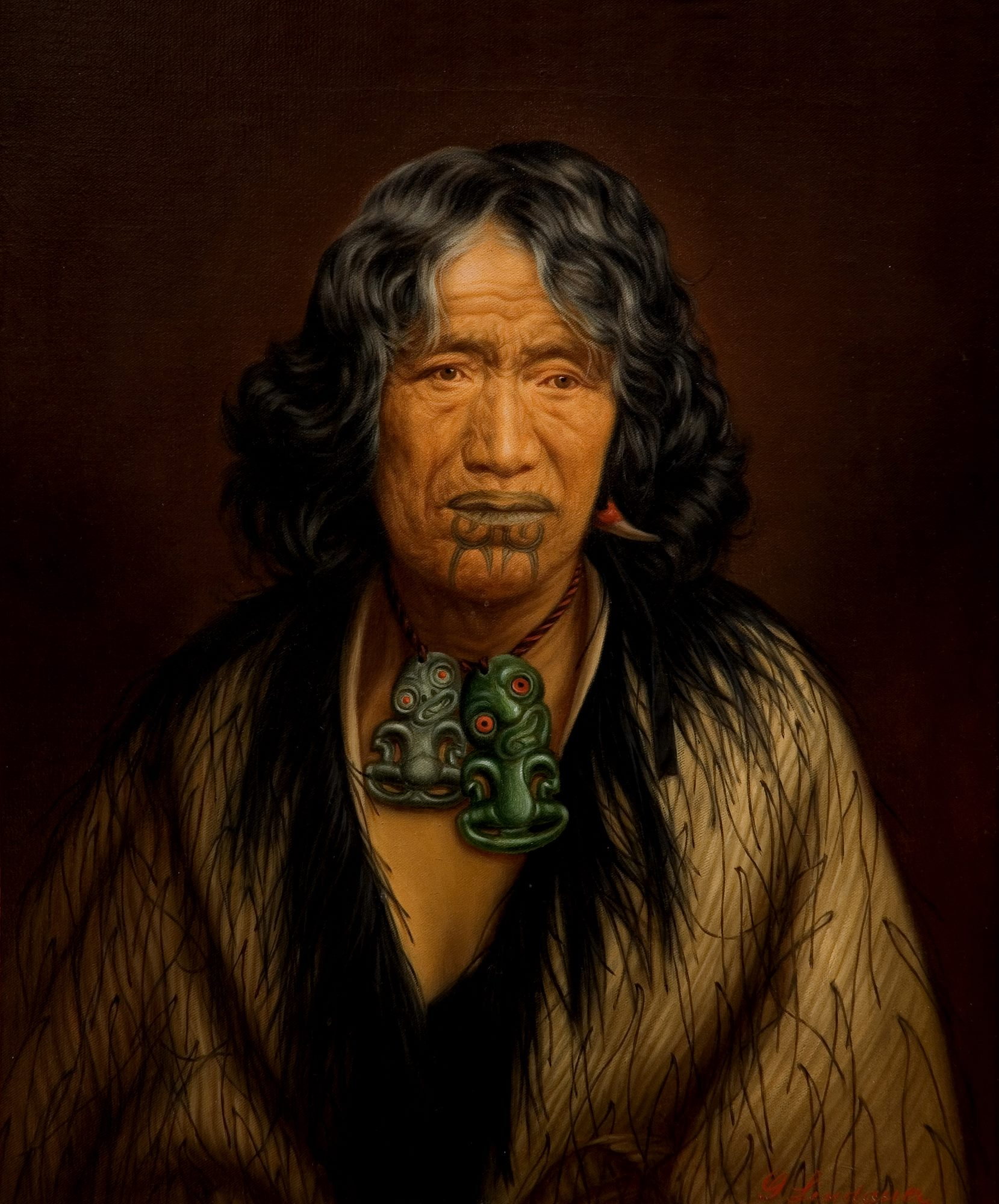
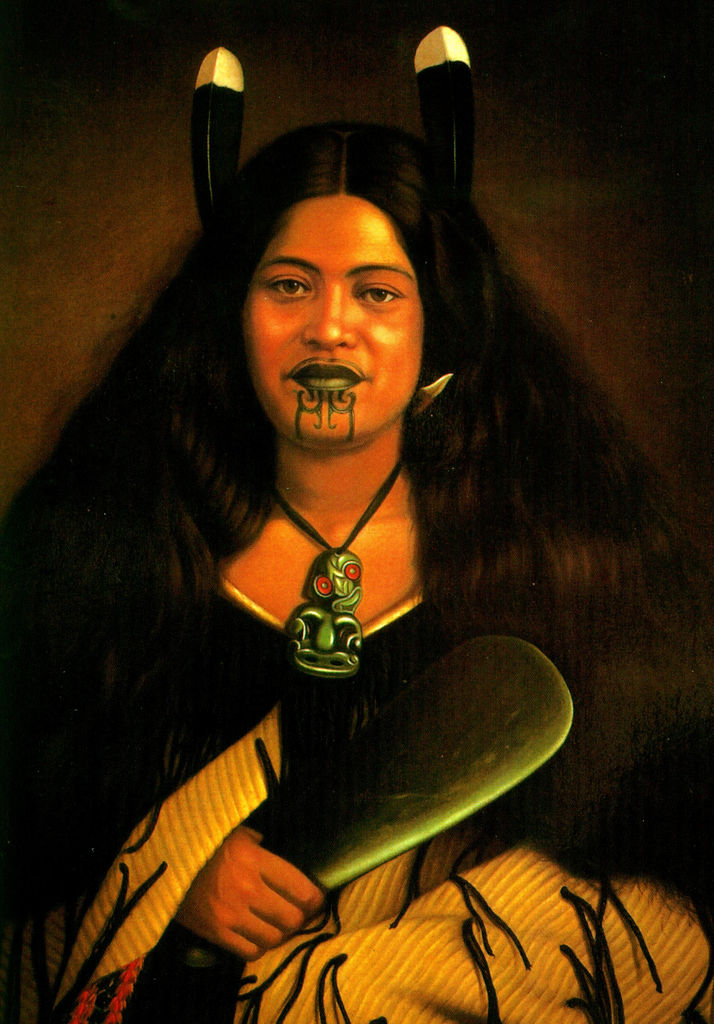
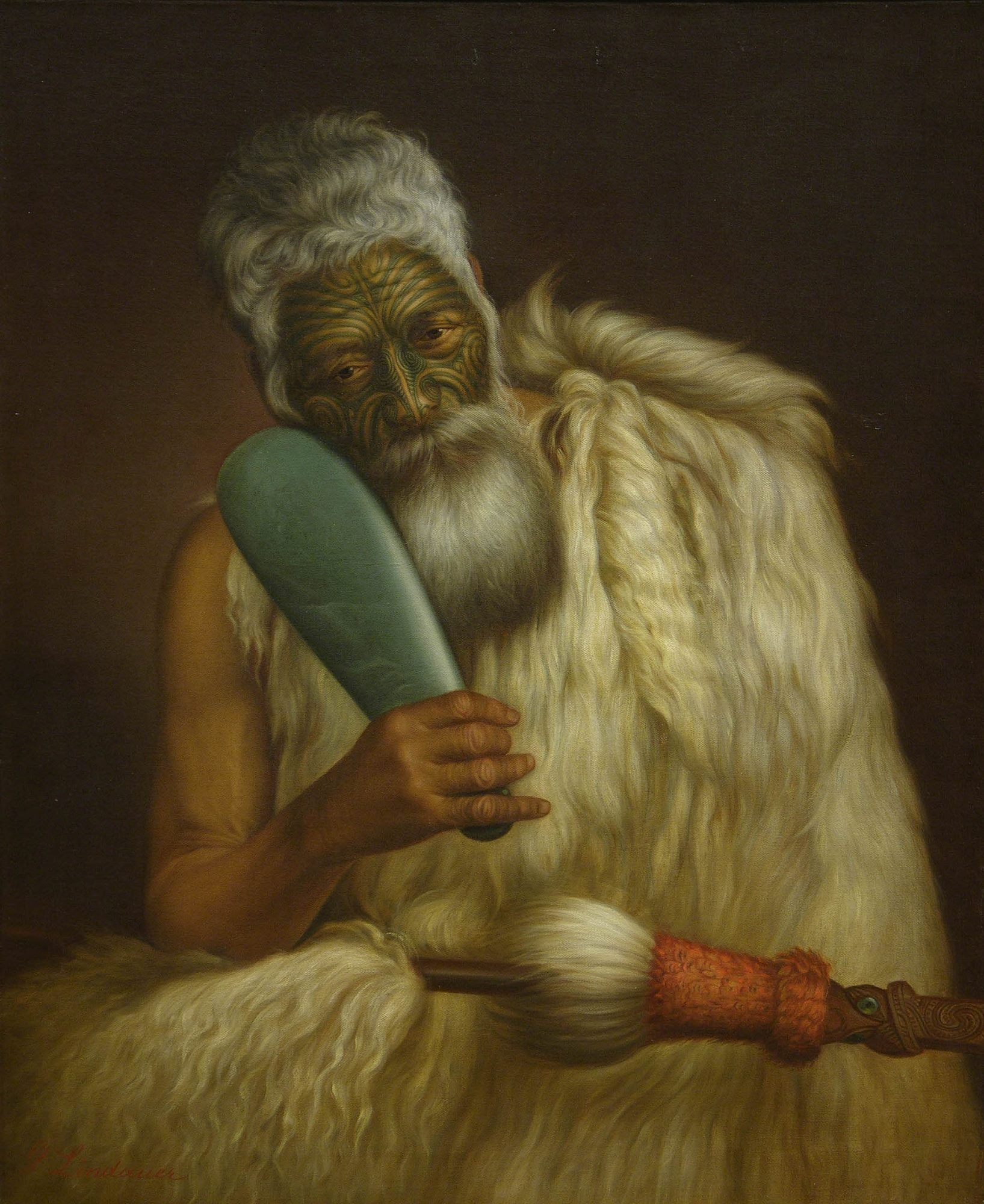
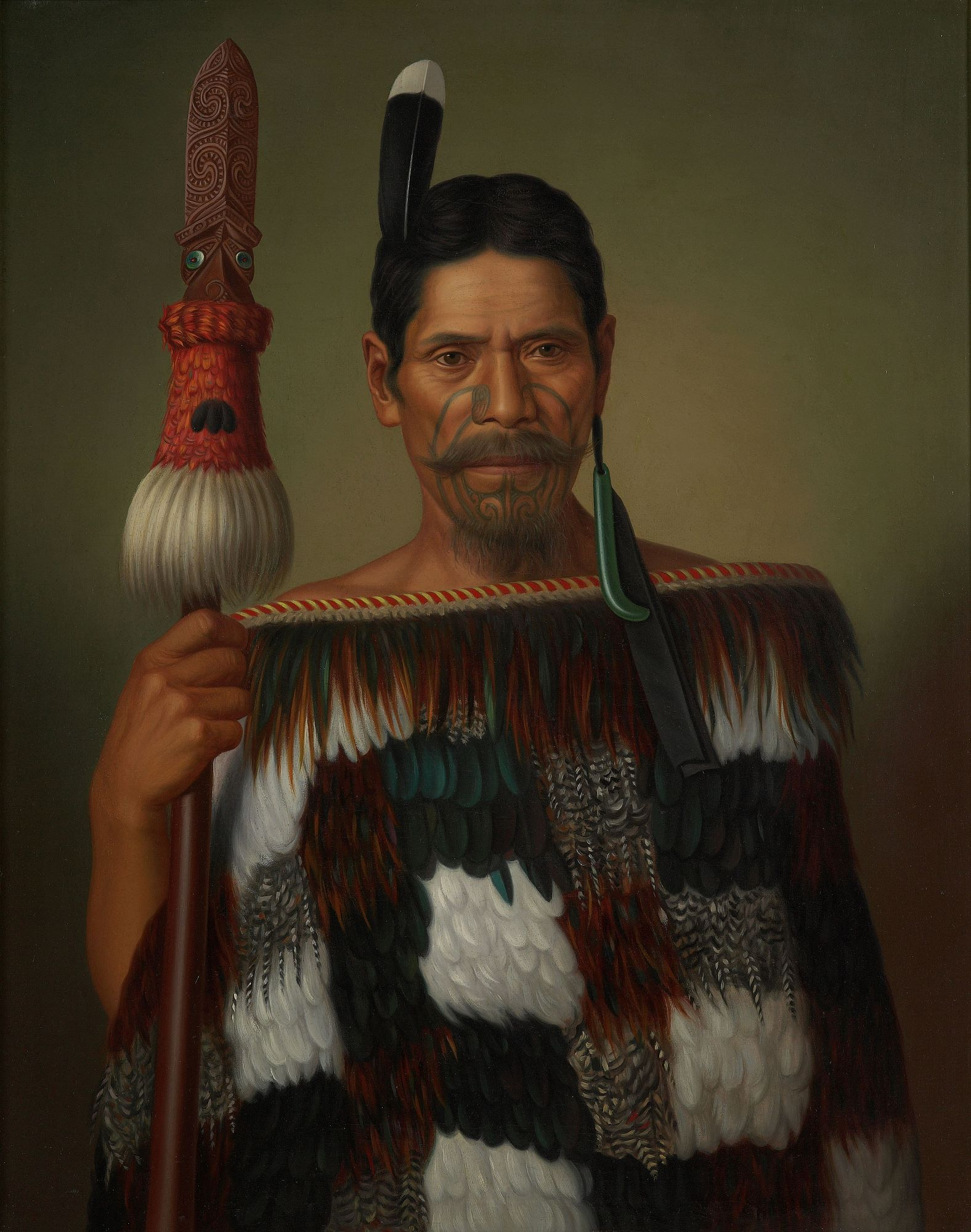
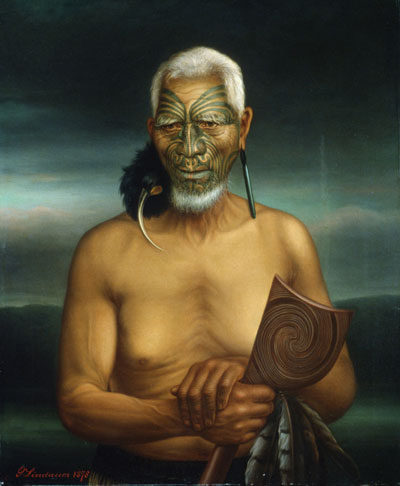
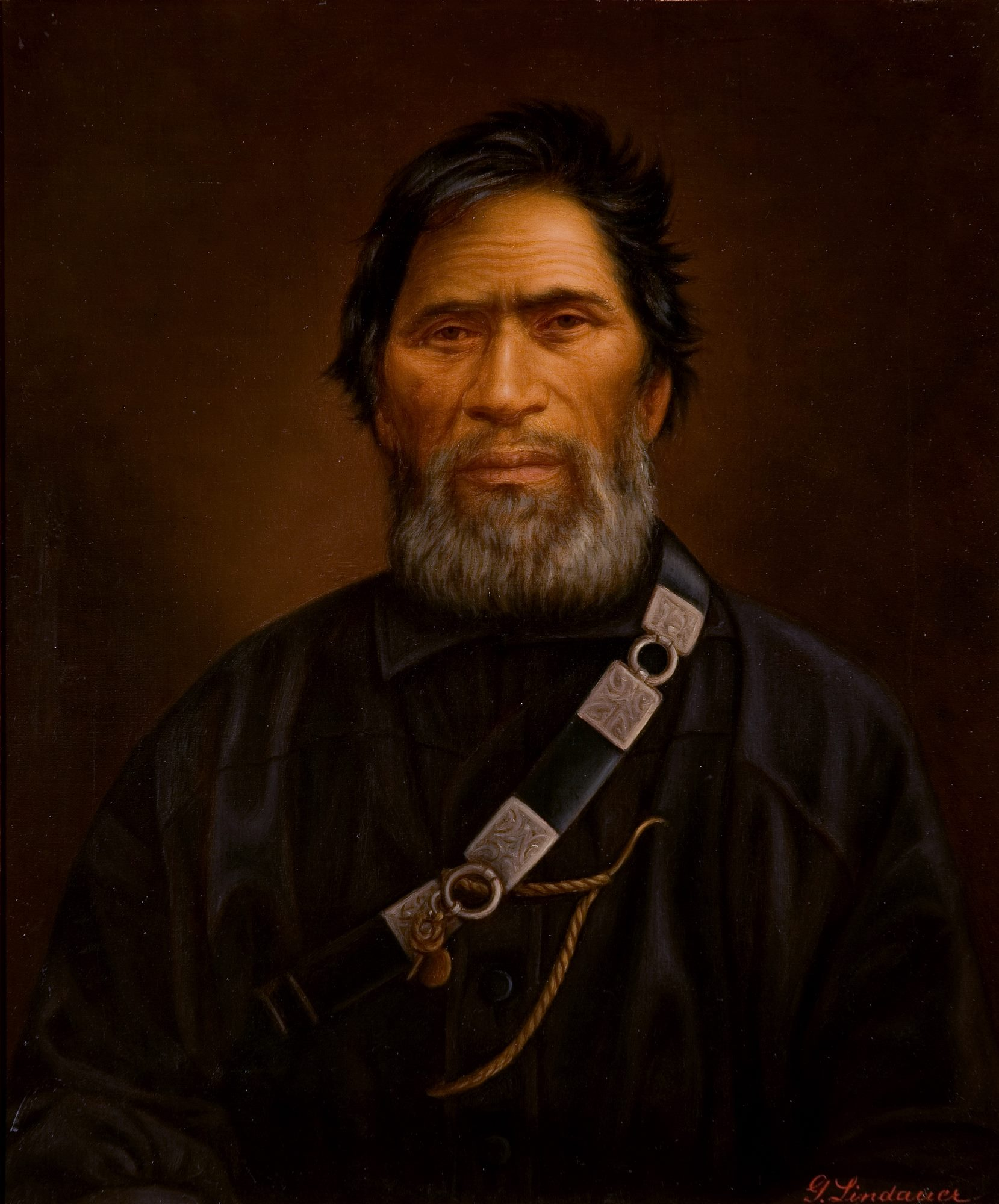
Вирему Тамихана